# Bartram & Sons
Bartram & Sons war eine Werft mit Sitz in den South Docks von Sunderland am Fluss Wear in North East England.

## Geschichte

### Die Anfänge
Gegründet wurde das Unternehmen 1837 von George Bartram mit seinem Partner John Lister. Die eigentlich Werft öffnete 1838 in Hylton am Wear, nachdem der Unternehmensgründer zuvor schon Geschäftsführer der Werften Dryden, Reay in Biddick Ford und Hylton gewesen war. Am 7. Juli 1838 erfolgte der Stapellauf der Crown, des ersten Schiffes der Werft. Es folgten, bis zur Hereinnahme des Sohnes Robert Appleby Bartram in das Geschäft und der Trennung vom Partner John Lister in den Jahren 1852 bis 1854, weitere 40 hölzerne Segelschiffe verschiedener Bauarten, von denen die größte, die John and Mary eine Vermessung von etwa 400 BRT hatte.
Das Unternehmen siedelte 1871 in die South Docks, direkt an der offenen Nordseeküste gelegen um. Damit war Bartram, Haswell and Co., wie sie sich nach dem Ausscheiden des Unternehmensgründers und der Hereinnahme von George Haswell als neuen Teilhaber nannte, die einzige Werft, von deren Hellingen der Stapellauf der gebauten Schiffe in die offene Nordsee führte. Der Schiffbau wurde gleichzeitig mit dem Umzug auf den Bau eiserner Schiffe umgestellt. Erstes zu Wasser gelassenes Schiff war am 6. Juni 1872 die Ardmore. Bis 1876 wurden weiterhin Segelschiffe konstruiert. Der letzte bei Bartram, Haswell and Co. gebaute Segler war die Viermastbark Mercia. Nach dem Ausscheiden von John Haswell im Jahr 1890 traten die beiden Bartram Söhne George und William in das Unternehmen ein und die Werft wurde in Bartram & Sons. Von 1902 bis 1914 werden etwa zehn Frachtschiffe mit Klippersteven für die Reederei Ben Line aus Leith gebaut. Über 20 weitere Trampschiffe gehen in dieser Zeit an verschiedene andere Reedereien. Die Werft, welche auch Reparaturen durchführt, hat bei Beginn des Ersten Weltkriegs etwa 600 Beschäftigte.

### Erster bis Zweiter Weltkrieg
Während des Ersten Weltkriegs baute Bartrams 12 Schiffe mit 41.658 BRT für private Auftraggeber. Weiterhin werden zehn Standard "B" Frachter im Zuge des "WAR"-Bauprogramms erstellt. Letztes Bartrams-Schiff dieser Serie war die Stonewall. Man kehrte nach Kriegsende zum Bau bewährter Tramp-Frachtdampfer zurück. Einzige Ausnahme war der Tanker Malistan. 1921 wurde Robert Bartram, der seine beiden Söhne überlebte und erst 1925 im Alter von 90 Jahren starb, zum Ritter geschlagen. 1922 wandelte man das Unternehmen zu einer Limited Liability Gesellschaft (Gesellschaft mit beschränkter Haftung (Deutschland)|GmbH) um. Geführt wurde das Unternehmen weiterhin bis zur Übernahme durch Austin & Pickersgill im Jahr 1968 von den Urenkeln des Gründers, Robert (Colonel R. A. Bartram) und George Bartram. In den 1920er Jahren entstanden weitere 17 Tramp-Frachtdampfer. Von 1930 bis 1936 wurde aufgrund der Weltwirtschaftskrise nur ein einziges Schiff auf eigene Rechnung gebaut und abgeliefert. Dieses war die im Oktober 1934 fertiggestellte Eskdene, welche durch vermehrten Technikeinsatz mit einer besonders kleinen Besatzung fahren konnte. 1935 gelang es zwei reguläre Bauaufträge von einer Reederei zu erhalten und vier weitere durch das staatliche Verschrottungsprogramm. Bis zum Zweiten Weltkrieg wurden dann weitere elf Tramp-Frachtdampfer abgeliefert und die Werft danach kurzzeitig aufgrund Auftragsmangels geschlossen.
Nach der Wiedereröffnung wurden bis Kriegsende 29 verschiedene herkömmliche Frachter, fünf Empire "B" und vier Empire "C" Standardfrachter gebaut, sowie vier Umbauten durchgeführt. Während der Kriegszeit legte man, um dem Bedarf gerecht zu werden, eine neue Helling an und modernisierte den Rest der Werft. Bis Kriegsende war auch Mrs Collard, die erste Frau als Schweißerin beschäftigt. Bei Kriegsende hatte Bartrams Bauaufträge aus Argentinien, Dänemark, Griechenland, Norwegen, Polen, Portugal und Schweden im Orderbuch.

### Nachkriegszeit
Ab 1952 wurde das Werftgelände um 20 Prozent vergrößert, eine Helling wurde um zehn Meter verbreitert und es wurden verschiedene neue Techniken, wie das Röntgen von Schweißnähten, optisches Positionieren von Schiffsteilen oder das Sandstrahlen mit anschließendem Aufbringen von Shop-Primer eingeführt. Am 3. Juli 1958 konnte mit der Marea das erste Schiff der Werft mit achteren Aufbauten und achtern gelegener Maschine abgeliefert werden.
1961 hatte Bartrams 1.200 Beschäftigte und 1964 wurde die Ausrüstungspier der Short Brothers in Sunderland-Pallion übernommen, was es ermöglichte, größere Schiffe zu bauen. Ein Jahr später wurde im Geddes Report empfohlen, das Unternehmen mit einem anderen zu verschmelzen, um es zu vergrößern. 1967 begann man eine Zusammenarbeit mit der benachbarten Werft Austin & Pickersgill deren vielversprechenden SD-14 Frachter man ebenfalls als Liberty Replacement Schiff anbieten wollte. Erstes SD-14 Schiff von Bartrams war die Mimis N. Papalios, die beinahe sogar schneller fertiggestellt gewesen wäre als das Typschiff von Austin & Pickersgill. Im November 1968 wurde die Werft schließlich von Austin & Pickersgill übernommen. Bei Bartram & Sons entstanden von 1946 bis 1967 durchschnittlich vier Schiffe pro Jahr, insgesamt 85 Schiffe, 30 davon waren Frachtschiffe für Linienreedereien. Colonel R. A. Bartram schied 1971 aus dem Unternehmen aus und starb zehn Jahre später. Bei seinem Tod im Jahr 1981 war er einer der letzten ehemaligen Inhaber eines Sunderlander Familienwerftbetriebs.
Nach dem Stapellauf der Australind am 23. März 1978 wurde die Werft endgültig geschlossen. Alle Beschäftigten wurden von Austin & Pickersgill übernommen. Der traditionsreiche Werftbetrieb wurde komplett abgebrochen und darauf eine Container-Lagerfläche des Hafens von Sunderland eingerichtet.